# Mike Thibault
Mike Francis Thibault (ur. 28 września 1950 w Saint Paul) – amerykański trener koszykarski, obecnie trener i generalny menadżer klubu Washington Mystics.
W 1978 objął stanowisko skauta w klubie Los Angeles Lakers. Dwa lata później został asystentem trenera.
W sezonie 1997/1998 pełnił funkcję skauta w klubie NBA – Seattle Supersonics. 

## Osiągnięcia
Drużynowe
- Mistrzostwo:
  - NBA (1980, 1982)¹
  - WNBA (2019)
  - CBA (1993)
  - Ameryki mężczyzn (1993)
  - olimpijskie kobiet (2008, 2024[1])¹
- Wicemistrzostwo:
  - WNBA (2004, 2005, 2018)
  - CBA (1994)
  - panamerykańskie (1995)[2]
- Brąz mistrzostw świata kobiet (2006)¹

Indywidualne
- Trener roku:
  - WNBA (2006, 2008, 2013)[3]
  - WBL (1988)
- CBA Sportsman of the Year (1993)

¹ – jako asystent trenera